# Ельжбецини
Ельжбецини (пол. Elżbieciny, нім. Elisabethhof) — село в Польщі, у гміні Раконевиці Ґродзиського повіту Великопольського воєводства.
Населення — 143 особи (2011).
У 1975-1998 роках село належало до Познанського воєводства.

## Демографія
Демографічна структура станом на 31 березня 2011 року:
|          | Загалом | Допрацездатний вік | Працездатний вік | Постпрацездатний вік |
| -------- | ------- | ------------------ | ---------------- | -------------------- |
| Чоловіки | 77      | 20                 | 54               | 3                    |
| Жінки    | 66      | 19                 | 36               | 11                   |
| Разом    | 143     | 39                 | 90               | 14                   |